# Denis Neville

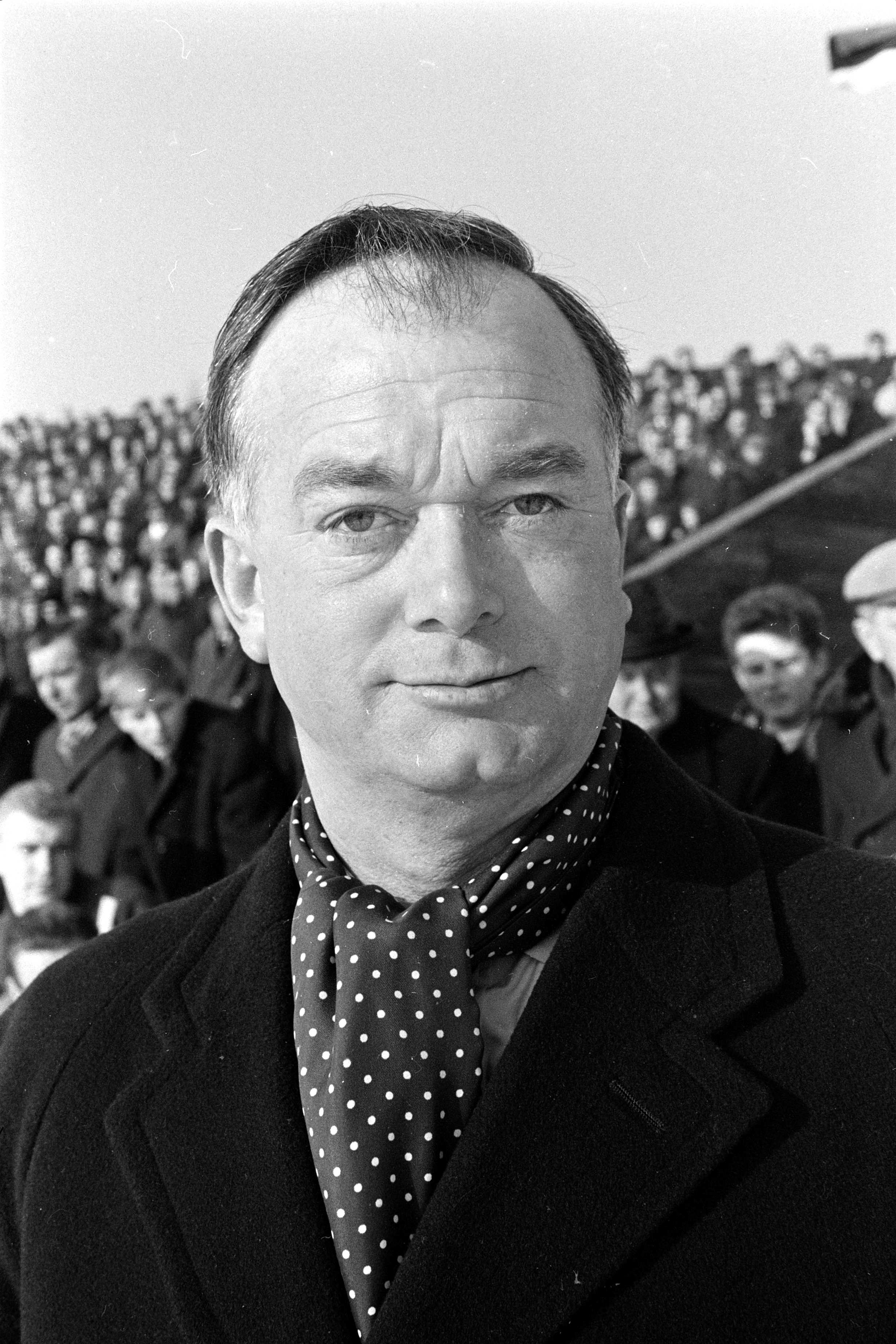
Denis Neville, trainer van Sparta, 1963.

Denis Neville (Londen, 6 mei 1915 – Rotterdam, 11 januari 1995) was een Engels voetballer en voetbaltrainer.
Het verleden als voetballer van Neville is in nevelen gehuld. Hij claimde bij Fulham te hebben gespeeld maar daar komt hij niet in de archieven voor. In de Tweede Wereldoorlog diende hij in het Britse leger en werd hij uitgezonden naar Afrika, Italië en Israël. Na de oorlog startte hij zijn trainersloopbaan bij Odense BK in Denemarken. Op de Olympische Zomerspelen 1948 was hij coach van het Deense nationale elftal, dat brons behaalde. Hij was vervolgens trainer van achtereenvolgens het Italiaanse Atalanta Bergamo en het Belgische Berchem Sport. In 1954 dook hij in Rotterdam op waar hij bij VOC vaak langs de lijn te vinden was. In 1955 werd hij coach van het Nederlandse Sparta.
Neville bleef acht jaar verbonden aan Sparta. In deze periode werd de club landskampioen (1959) en won het tweemaal de KNVB beker (1958 en 1962). In de Europacup I baarde Sparta in 1959 opzien door de Schotse kampioen Glasgow Rangers in het Ibroxpark in Glasgow met 1-0 te verslaan. Na een beslissingswedstrijd werd Sparta echter toch uitgeschakeld. In 1963 besloot hij bij Sparta te vertrekken nadat een tweede landstitel in de laatste wedstrijden aan Sparta was ontslipt. Hij trad in dienst van het Haagse Scheveningen Holland Sport (in 1964 hernoemd tot Holland Sport), dat uitkwam in de Eerste divisie. Zonder grote aankopen werd hij in zijn eerste seizoen derde met SHS en kwam de ploeg één punt te kort voor promotie. Daaropvolgende seizoenen verliepen echter minder succesvol.
Met toestemming van Holland Sport werd Neville in 1964 aangesteld als tijdelijk trainer van het Nederlands elftal, als opvolger van Elek Schwartz. Na een 2-1 nederlaag op 14 november 1965 in de WK-kwalificatiewedstrijd in en tegen Zwitserland besloot hij terug te treden als bondscoach en zich weer enkel te richten op Holland Sport. Hij werd opgevolgd door Georg Kessler. Holland Sport verkeerde inmiddels echter in de onderste regionen van de Eerste divisie en aan het eind van het seizoen besloten de trainer en de club uit elkaar te gaan. Neville keerde terug naar Engeland, waar hij manager/trainer werd van Canvey Island FC. In 1978 streek hij opnieuw neer in Nederland. Hij was nog enkele jaren trainer van amateurclub TOGB uit Berkel en Rodenrijs.
Neville was getrouwd met een Nederlandse vrouw. In 1995 overleed hij op 79-jarige leeftijd in een Rotterdams verpleeghuis.